# Christoph Janker
Christoph Janker (Cham, 14 februari 1985) is een Duits voormalig voetballer die doorgaans speelde als centrale verdediger. Tussen 2005 en 2020 was hij actief voor 1860 München, 1899 Hoffenheim, Hertha BSC en FC Augsburg.

## Clubcarrière
Janker speelde in de jeugd van 1860 München, waar hij ook in 2003 bij de beloften ging spelen. Tot 2006 speelde hij nog voor het eerste elftal, maar toen verkaste de verdediger naar 1899 Hoffenheim. In 2009 kwam Janker negatief in het nieuws, toen hij en zijn teamgenoot Andreas Ibertsberger onderzocht werden na het niet komen opdagen bij een dopingcontrole. Uiteindelijk liep alles met een sisser af. Op 28 mei 2009 tekende Janker voor drie jaar bij Hertha BSC. Daar had hij moeite met het veroveren van een basisplaats en was hij vooral reserve. In januari 2015 verkaste hij naar FC Augsburg, waar hij voor tweeënhalf jaar tekende. Zijn contract werd later verlengd tot medio 2018. In de lente van 2018 kwam daar nog een jaartje bij. In januari 2020 zette de Duitser een punt achter zijn actieve loopbaan. Hierop werd hij talentmanager bij FC Augsburg.

## Erelijst
| 2. Bundesliga | 2 | 2010/11, 2012/13 |